# La Giuditta (a 3 voces)
Oratorio de Alessandro Scarlatti, para 3 solistas (SAT) cuerdas y bajo continuo, con libretto del príncipe Antonio Ottoboni, padre del cardenal Pietro Ottoboni, y estrenado en Nápoles hacia 1690.
Basado en el Libro de Judit, narra la historia de la heroína hebrea que liberó a la ciudad sitiada de Bethulia tras seducir y decapitar al general Holofernes.
Se conoce como La Giuditta di Cambridge, para distinguirlo de otro oratorio de Alessandro Scarlatti con el mismo título, pero a 5 voces denominado La Giuditta di Napoli.

## La Giuditta (a 3 voci)
Oratorio a tre voci, archi e basso continuo in due parte
| Giuditta | soprano |
| Nutrice  | alto    |
| Oloferne | tenore  |

### Parte Prima
- Sinfonia: Allegro - Adagio - Allegro
- Recitativo (Giuditta) - "Nutrice, al fato Assiro"
- Aria (Giuditta) - "Turbe timide"
- Recitativo (Nutrice) - "Signora, ah che le strida"
- Aria (Nutrice) - "A che giova"
- Recitativo (Giuditta) - "S'il più forte vacilla"
- Aria (Giuditta) - "Sciolgo il crin"
- Recitativo (Giuditta, Nutrice) - "Scordato consigliere"
- Dueto (Nutrice, Giuditta) - "Deh, rifletti"
- Recitativo (Giuditta, Nutrice) - "Segui madre il mio passo"
- Aria (Nutrice) - "Sommo Dio"
- Recitativo (Giuditta) - "Ecco, ecco le tende assire"
- Aria (Giuditta) - "Chi m'addita per pietà"
- Recitativo (Nutrice) - "Vedi, tra folte schiere"
- Aria (Giuditta) - "Chi m'addita per pietà"
- Recitativo (Oloferne, Nutrice) - "Donna, de' petti Assiri"
- Aria (Oloferne) - "Togliti!"
- Recitativo (Giuditta) - "Duce, Bettulia è serva"
- Aria (Giuditta) - "Se ritorno entro le mura"
- Recitativo (Oloferne) - "Donna, a torto m'accusi"
- Aria (Oloferne) - "Mi combatte, mi stringe"
- Recitativo (Oloferne) - "Ma no, vanne
- Dueto (Giuditta, Oloferne) - "Tu m'uccidi"

### Parte Seconda
- Recitativo (Giuditta) - "Del pianto vostro"
- Aria (Giuditta) - "Posso e voglio"
- Recitativo (Nutrice, Giuditta) - "Dell'inimico Assiro"
- Dueto (Giuditta, Nutrice) - "Vincerò"
- Recitativo (Giuditta) - "Madre, apprendo il cimento"
- Aria (Giuditta) - "Non ti curo o libertà"
- Aria (Nutrice) - "Non ti curo o libertà"
- Dueto (Nutrice) - "Libertà, libertà"
- Recitativo (Oloferne) - "Bella, non ruotan gl'astri"
- Aria (Oloferne) - "Quella terra"
- Recitativo (Oloferne, Giuditta) - "Ma impallidita"
- Aria (Oloferne) - "Bella, mi vuoi deridere"
- Recitativo (Oloferne, Giuditta) - "Vieni, e le nostre cene"
- Aria (Oloferne) - "Già, già sapesti ferir"
- Recitativo (Giuditta, Oloferne) - "Siedo, ma non già siede"
- Dueto (Giuditta, Oloferne) - "Piega o Duce"
- Recitativo (Giuditta, Nutrice) - "Madre, perché i riposi"
- Recitativo accompagnato (Nutrice, Oloferne) - "Ardea di fiamma impura"
- Aria (Nutrice) - "Dormi, o fulmine di guerra!"
- Recitativo (Nutrice, Giuditta, Oloferne) - "Disse, e dormì Sansone"
- Aria (Giuditta) - "Tu che desti"
- Recitativo (Nutrice, Giuditta) - "Ecco le mura amiche"
- Dueto (Nutrice, Giuditta) - "Spunta l'alba"
- Recitativo (Giuditta) - "Amici, eccovi il teschio"
- Aria (Giuditta) - "Di Bettulia avrai la sorte"

Alessandro Scarlatti